# Griegos en la Galia prerromana

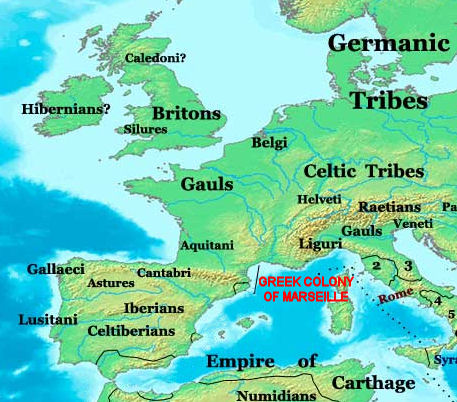
Localización de la colonia griega de Marsella.

Los griegos en la Galia prerromana tienen un significativo historial de asentamientos, comercio, influencia cultural y conflictos armados en el entonces territorio céltico de la Galia (hoy Francia), que comienza a partir del siglo VI a. C., durante el período arcaico griego. Después que los focenses estableciesen en el 600 a C. su principal puesto comercial en Massalia, en la actualidad Marsella, los massaliotas tuvieron una compleja historia de interacción con los pueblos de la región.

## Asentamiento en Marsella (600 a. C.)

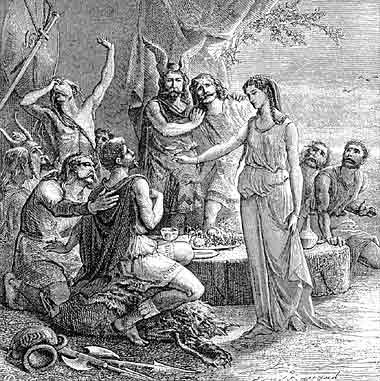
En la leyenda, Gyptis, hija del rey de los segobriges, eligió al griego Protis, y ambos recibieron un sitio para la fundación de Masalia.

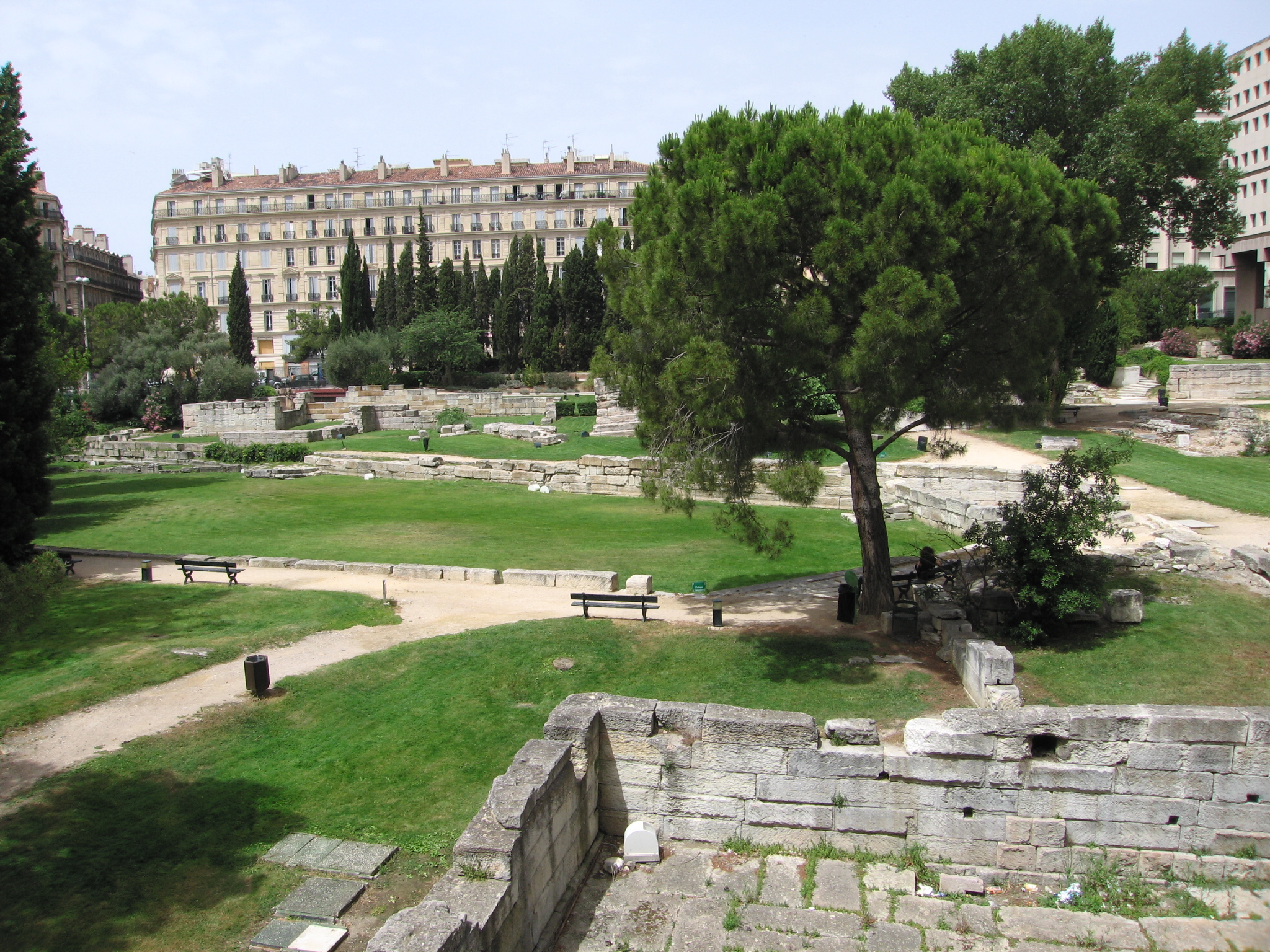
Restos del puerto griego en el Jardin des Vestiges, en el centro de Marsella, el mayor asentamiento griego de la Galia prerromana

La ciudad más antigua de la Francia moderna, Marsella, fue fundada alrededor del año 600 a C. por griegos llegados de Focea, una ciudad de Asia Menor (según lo mencionado por Tucídides Bk1, 13, Estrabón, Ateneo y Justino) como un puesto comercial o emporion con el nombre de Μασσαλία (Massalia).
Un mito fundacional recogido por Aristóteles en el siglo IV a. C., así como por otros autores latinos, relata cómo el foceo Protis (o Euxenus) se casó con Giptis (o Petta), hija de un rey local de los segobriges llamado Nannus, dándole así el derecho a recibir un pedazo de tierra donde fuera capaz de fundar una ciudad. El perímetro de la ciudad griega ha sido parcialmente excavado en varios barrios. Los griegos focenses introdujeron, como en sus otras colonias, el culto de Ártemis.
Sin embargo se piensa que los contactos griegos pudieron haber comenzado incluso antes, cuando comerciantes jónicos viajaban por el Mediterráneo occidental y España, pero existen muy pocos restos de esa época anterior. Los contactos se desarrollaron indiscutiblemente a partir del 600 a. C., entre celtas y celto-ligures y griegos en la ciudad de Masalia y sus otras colonias como Agde, Niza, Antibes, Mónaco, Emporiae y Rhoda. Los griegos de Focea fundaron también algunas colonias en la isla de Córcega, como en Alalia. Desde Masalia, los griegos fundaron también más ciudades foceas en el noreste de España, como las ya citadas Emporiae y Rhoda.
Antes de que los griegos adquirieran preeminencia en el golfo de León, el comercio fue manejado principalmente por etruscos y cartagineses. Los griegos de Masalia tuvieron conflictos recurrentes con los galos y ligures de la región, y participaron en las batallas navales contra los cartagineses a finales del siglo VI (Tucídides 1,13) y probablemente en el año 490 a C., y firmaron pronto un tratado con Roma.
En la década de 1960, historiadores como Charles Ebel pensaban que «Masalia no era una ciudad griega aislada, sino que había desarrollado un imperio propio a lo largo de la costa de la Galia meridional en el siglo IV». Sin embargo, la idea de un imperio masalio ya no es creíble a la luz de las recientes evidencias arqueológicas, que muestran que Masalia nunca tuvo una chora muy grande (territorio agrícola bajo su control directo).
La Marsella griega se convirtió finalmente en un centro cultural importante, lo que habría llevado a algunos padres romanos a enviar allí a sus hijos para que fuesen educados. De acuerdo a los primeras estudios, antes se creía que tuvo lugar una supuesta helenización de la Francia meridional antes de la conquista romana de la Galia Transalpina, que sería en gran parte debida a la influencia de Masalia. Sin embargo, los estudios más recientes han demostrado que esa idea de helenización era una ilusión (y que el concepto en sí mismo era un grave error). El poder y la influencia cultural de Masalia se han puesto en cuestión, mostrando tanto el escaso control territorial de la ciudad como la existencia de distintas culturas de las sociedades indígenas. Los galos locales no eran filohelenos que querían imitar la cultura griega, si no pueblos que consumían selectivamente un rango muy limitado de objetos griegos (principalmente cerámicas para el vino y otras bebidas) que incorporaron en sus propias prácticas culturales de acuerdo con sus propios sistemas de valores.

## Comercio griego en la Galia

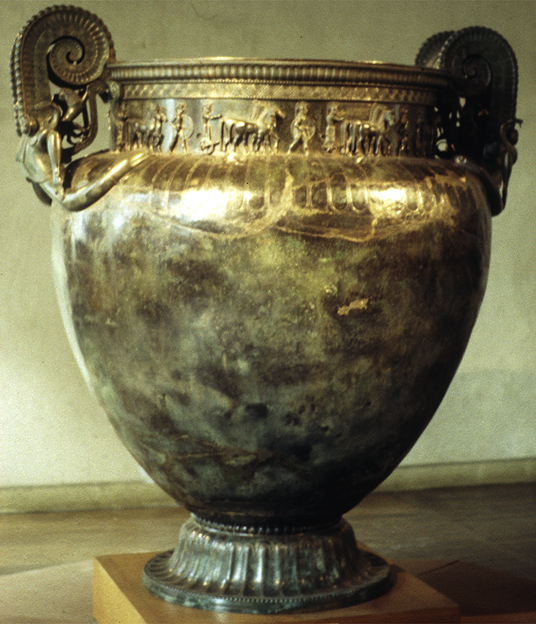
La crátera de Vix, una vasija griega para la mezcla del vino importada desde da testimonio de los intercambios comerciales del período

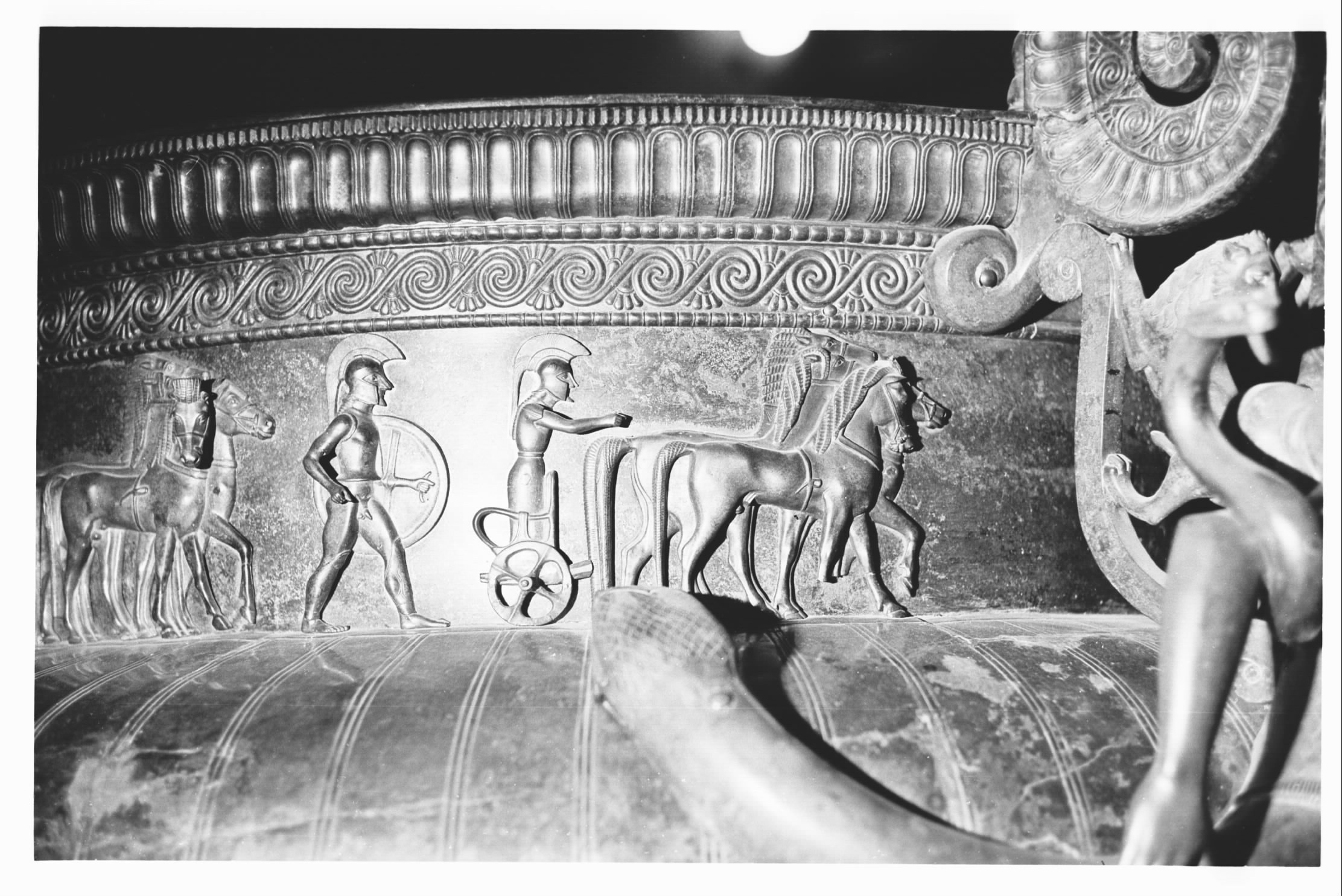
Detalle de la crátera de Vix: friso de hoplitas y cuadrigas en el borde

Estos griegos orientales, establecidos en las costas del sur de Francia, estaban en estrecha relación con los habitantes célticos de la región, y durante el final del siglo VI y el siglo V, artefactos griegos penetraron hacia el norte a lo largo de los valles del Ródano y del Saona, así como el del Isère. La cerámica massalia gris monocroma se ha descubierto en los Altos Alpes y tan al norte como en Lons-le-Saunier, así como tres puntas de flecha de bronce aladas hasta el norte de Francia, y ánforas de Marsella y cerámica ática en Mont Lassois El sitio de Vix, en el norte de Borgoña, es un ejemplo bien conocido de un asentamiento de Hallstatt donde se consumieron tales objetos mediterráneos, aunque fuese en pequeñas cantidades. Algunos, como la famosa crátera de Vix, eran espectaculares en la naturaleza.
Desde Marsella, también se desarrolló un comercio marítimo con el Languedoc y Etruria, y con la ciudad griega de Emporiae, en la costa de España. Massalia comerció al menos tan lejos como Gades y Tartessus, en la costa occidental de la península ibérica, tal como se describe en el Periplo massaliota, aunque este comercio fue bloqueado probablemente por los cartagineses en las columnas de Hércules después del 500 a. C.
La ciudad madre de las colonias, Focea, fue destruida finalmente por los persas en 545 a C., reforzando aún más el éxodo de los focenses a sus asentamientos del Mediterráneo occidental. Los vínculos comerciales eran extensos, en hierro, especias, trigo y esclavos. Se ha dicho con frecuencia que el comercio del estaño, indispensable para la fabricación de bronce, parece que se había establecido en ese momento entre Cornualles (en la moderna Inglaterra), a través del Canal de la Mancha, y a lo largo del valle del Sena, Borgoña y el valle Ródano-Saône hasta Marsella. Sin embargo, la evidencia de esto es débil, en el mejor de los casos.

## Legado

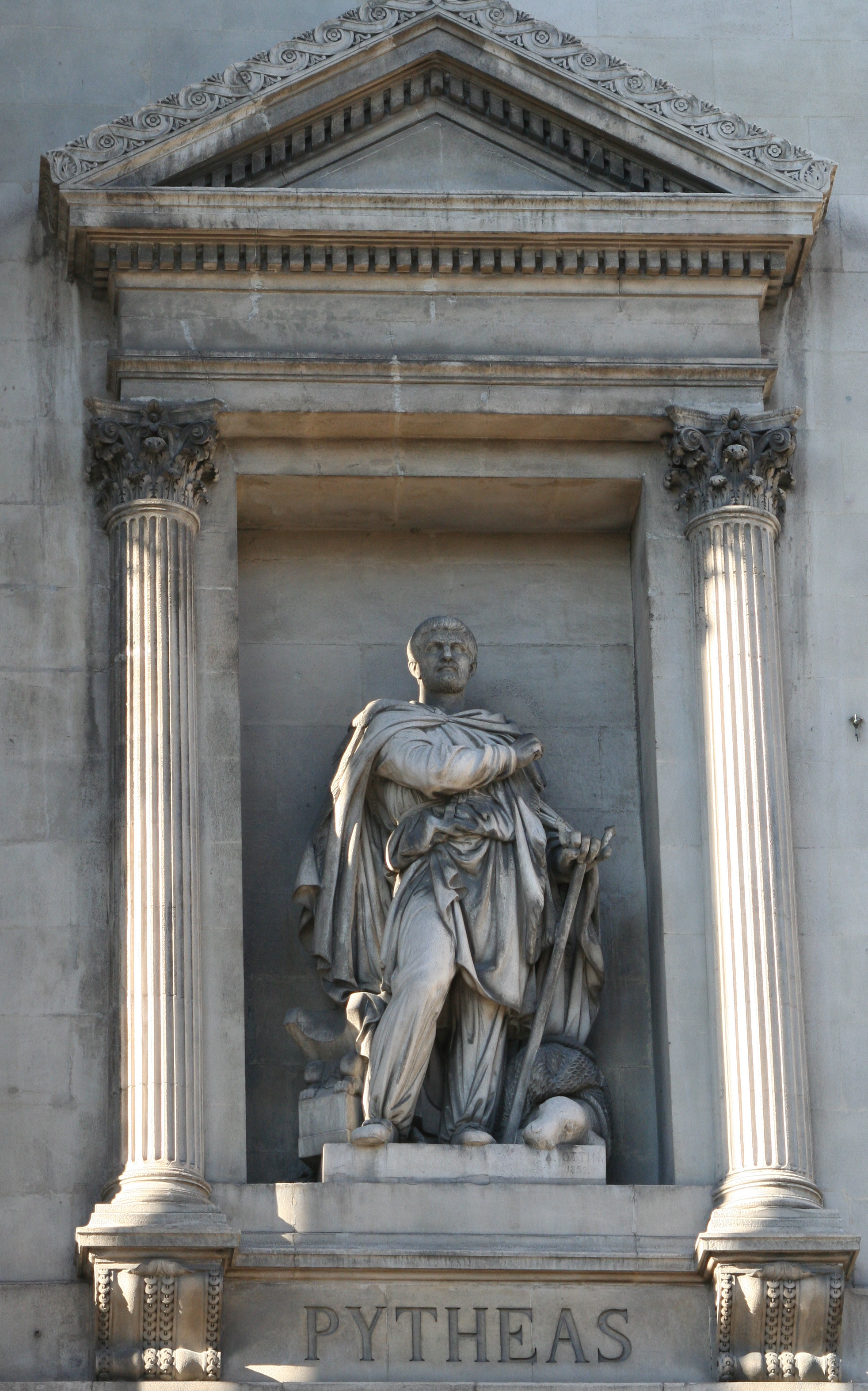
Estatua situada en el exterior del Palacio de la Bolsa de Marsella del explorador griego Piteas de Massilia, que exploró el norte de Europa desde Marsella ca.

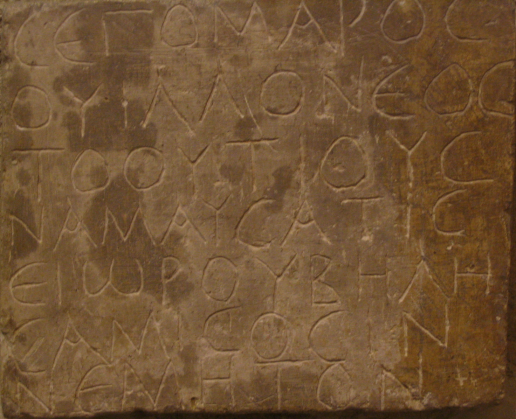
Tableta con una inscripción galo-griega, encontrada al sur de Nimes (Musée Calvet, Aviñón)

El comercio por tierra con los países celtas más allá de la región del Mediterráneo se redujo alrededor de 500 a. C., en conjunción con los problemas que siguieron a la finalización de la cultura de Hallstatt. El sitio de monte Lassois fue abandonado en esa época.
La colonia griega de Massalia se mantuvo activa en los siglos siguientes. Alrededor de 325 a C., Piteas (en griego antiguo: Πυθέας ὁ Μασσαλιώτης) hizo un viaje de exploración al noroeste de Europa hasta el círculo polar ártico desde su ciudad de Marsella. Sus descubrimientos contribuyeron a la elaboración de los mapamundis antiguos de Dicaearchus, Timeo y Eratóstenes, y para el desarrollo de los paralelos de latitud.
El estilo La Tène, basado en la ornamentación floral, en contraste con los estilos geométricos de Temprana Edad de Hierro de Europa, se puede remontar hasta una imaginativa reinterpretación de los motivos sobre los objetos importados de origen griego o etrusco.
Durante su conquista de la Galia, Julio César informó de que los helvecios estaban en posesión de documentos en escritura griega, y todas las monedas galas utilizaron el alfabeto griego hasta aproximadamente el 50 a C.

### Numismática
La acuñación celta surgió entre el siglo IV  y el siglo IV a. C., influenciada por el comercio con los griegos y del suministro de mercenarios para ellos, inicialmente copió diseños griegos y luego estuvo influenciada por esos mismos diseños griegos, y en muchas monedas celtas se pueden encontrar letras griegas, especialmente en las del sur de Francia. La acuñación griega se produjo en las tres ciudades griegas de Massalia, Emporiae y Rhoda, y fue copiada en todo la meridional.
Monedas en el norte de la Galia estuvieron influenciadas especialmente por la acuñación de Filipo II de Macedonia y de su famoso hijo Alejandro Magno.
Las monedas celtas a menudo conservaron motivos griegos, como la cabeza de Apolo en el anverso y el carruaje de dos caballos en el reverso del estatero de oro de Filipo II, pero desarrolló su propio estilo a partir de esa base, estableciendo así una síntesis greco-celta.
Después de este primer periodo en el que monedas celtas reprodujeron fielmente los tipos griegos, los diseños comenzaron a ser más simbólicos, como ejemplifica la acuñación de los parisios en la región belga del norte de Francia. Hacia el siglo II a. C., el carro griego era únicamente representado por una rueda simbólica.
El estilo celta armoricano en el noroeste de la Galia también se desarrolló a partir de diseños célticos del valle del Rin, a su vez derivados de antiguos prototipos griegos, como recipientes del vino y la palmeta.
Con la invasión romana de la Galia, la acuñación celta de inspiración griega comenzó a incorporar influencias romanas en su lugar, hasta que desapareció para ser reemplazada por completo por la moneda romana.
hacia el siglo I a. C., la acuñación de los griegos de Marsella circulaba libremente en la Galia, también influenciando la acuñación en lugares tan lejanos como Gran Bretaña. Las monedas de la tesoro de Sunbury, que se piensa que se fabricaron en Kent, muestra diseños derivados de las monedas griegas de Marsella con la cabeza estilizada de Apolo y un toro embistiendo.

#### Monedas desde los siglosValIa.C.
Los diseños célticos de las monedas se volvieron progresivamente más abstractos, como se ejemplifica en las monedas de los parisios.

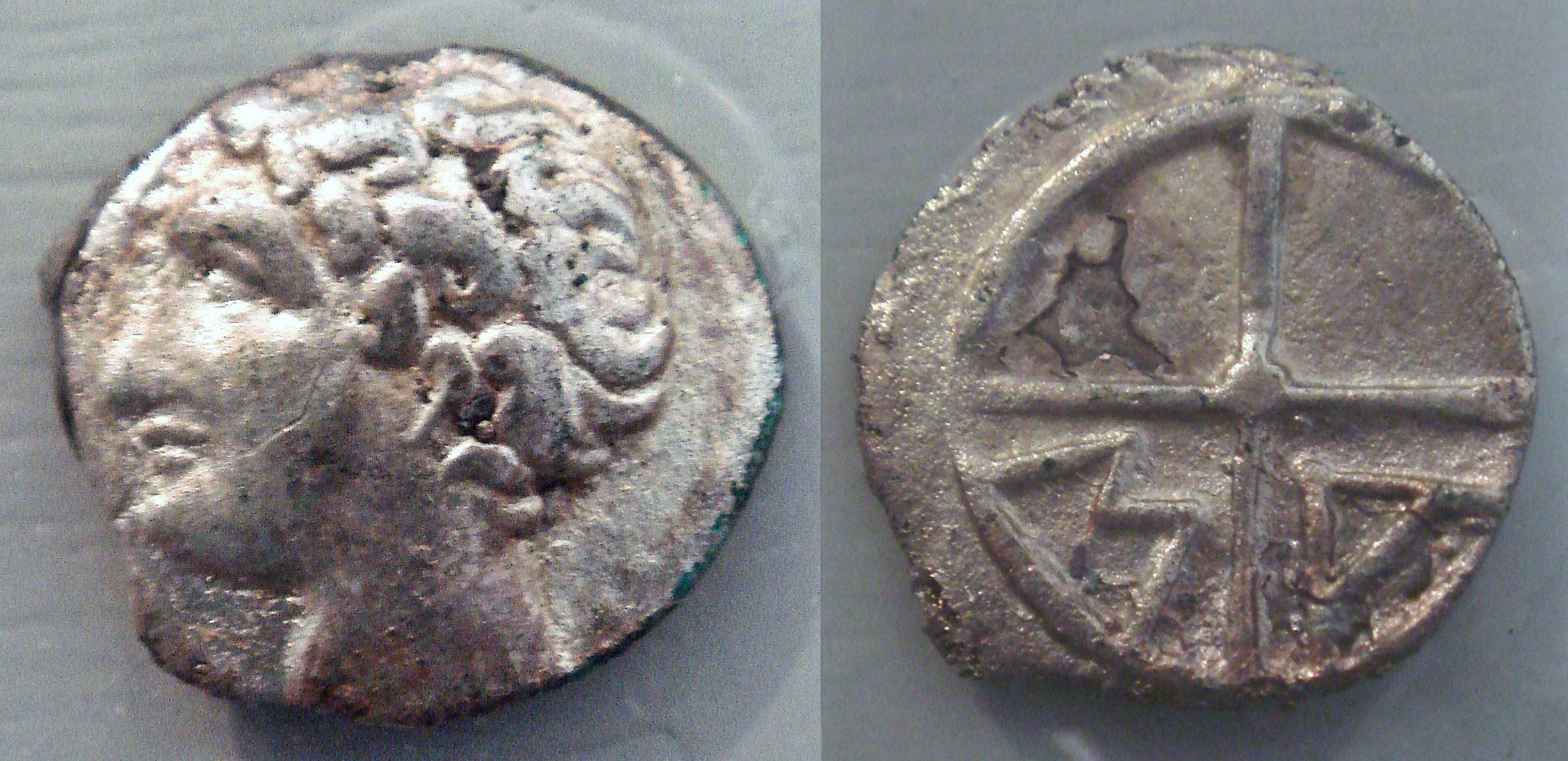
Massalia
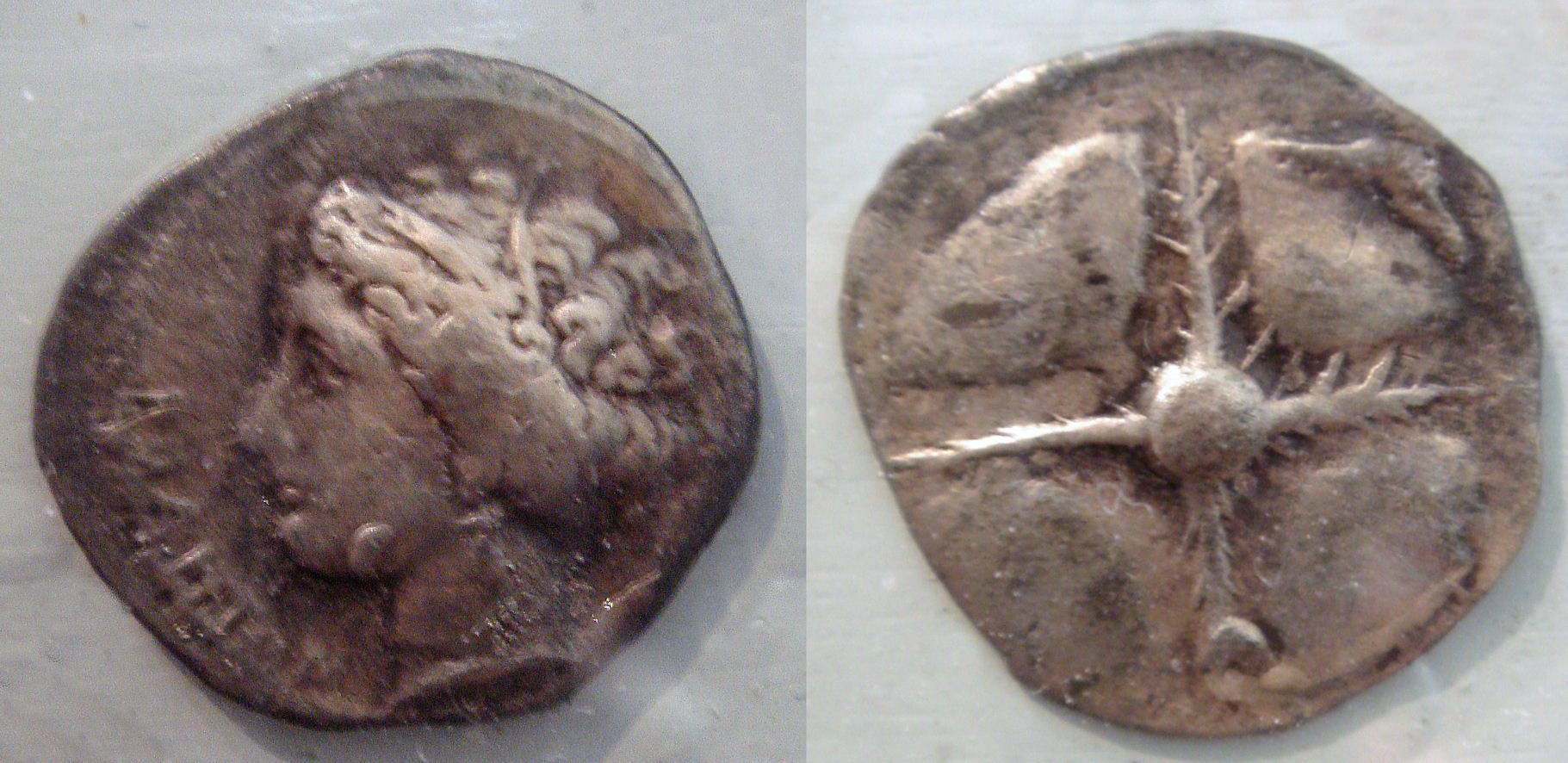
Rhoda
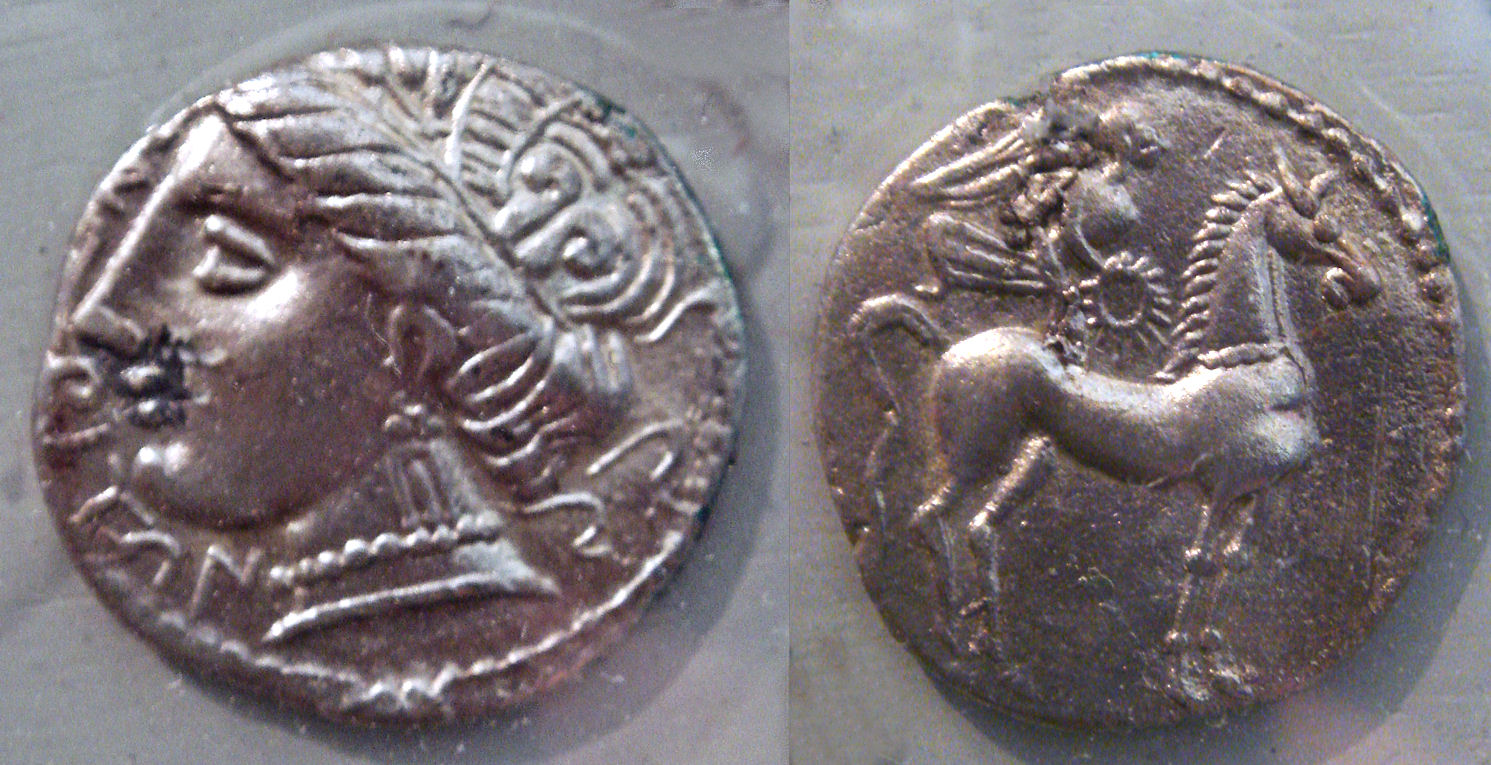
Emporiae
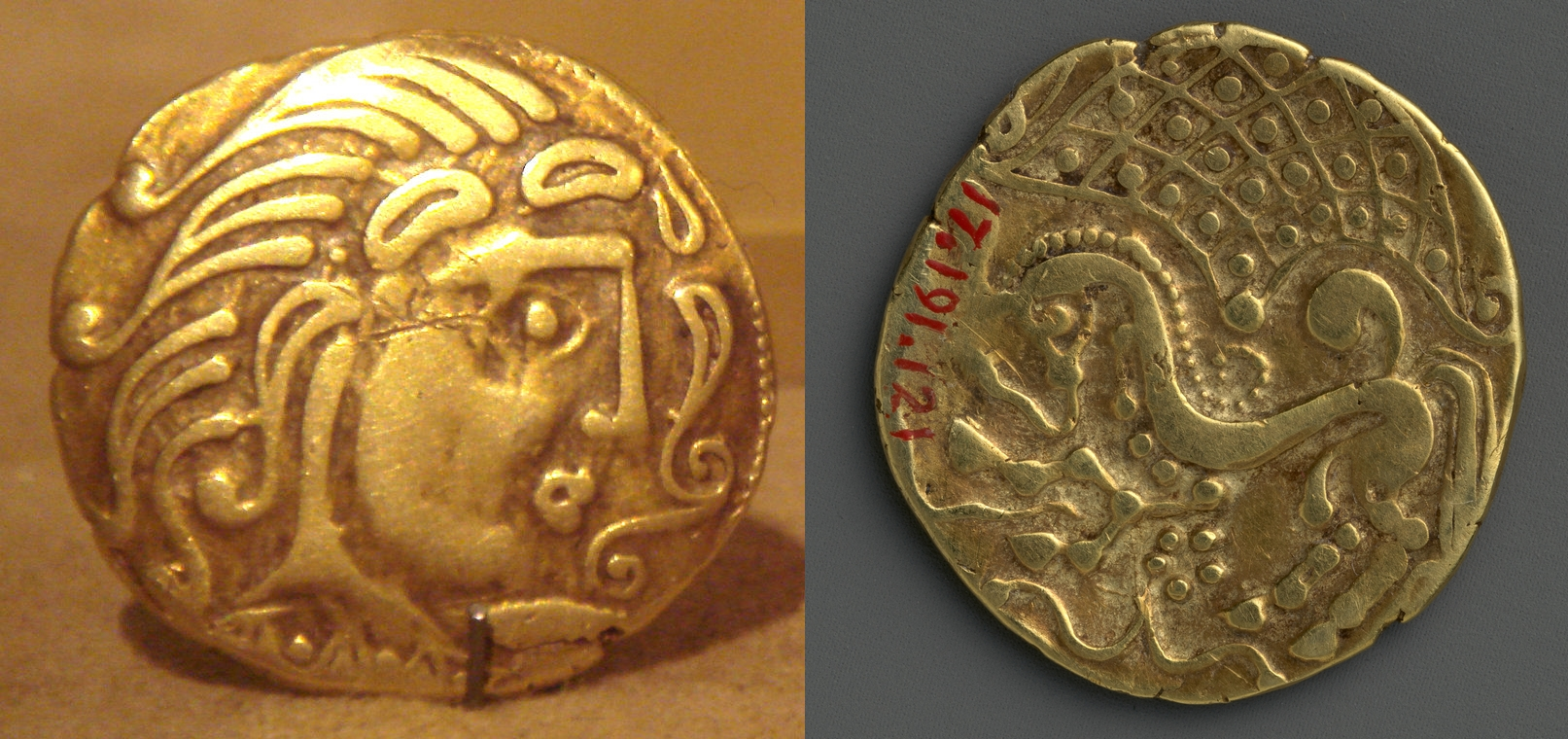
Parisios
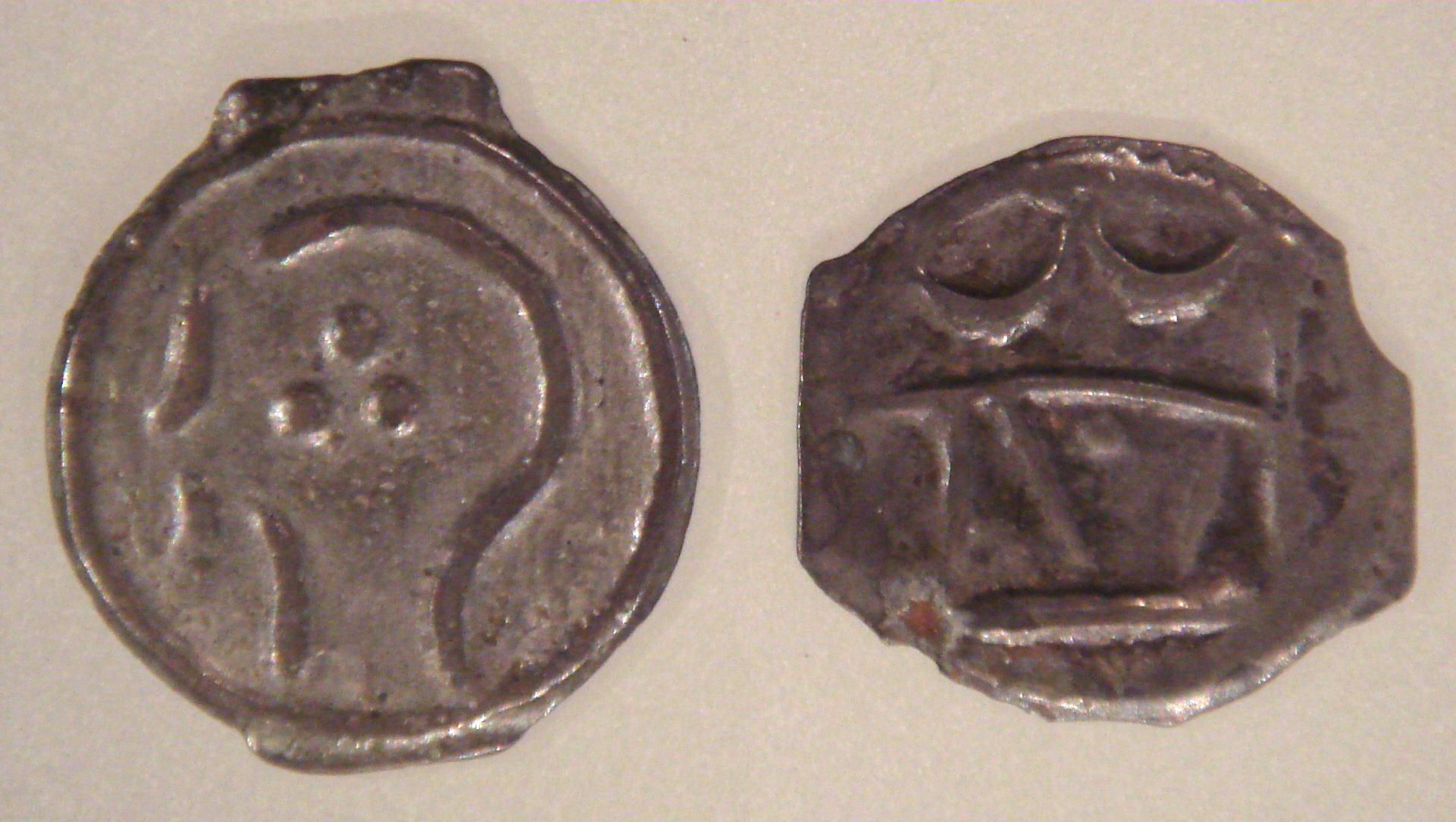
Moneda británica de Sunbury-on-Thames, 100–50 a. C., mostrando la estilizada cabeza de Apolo y el toro embistiendo.

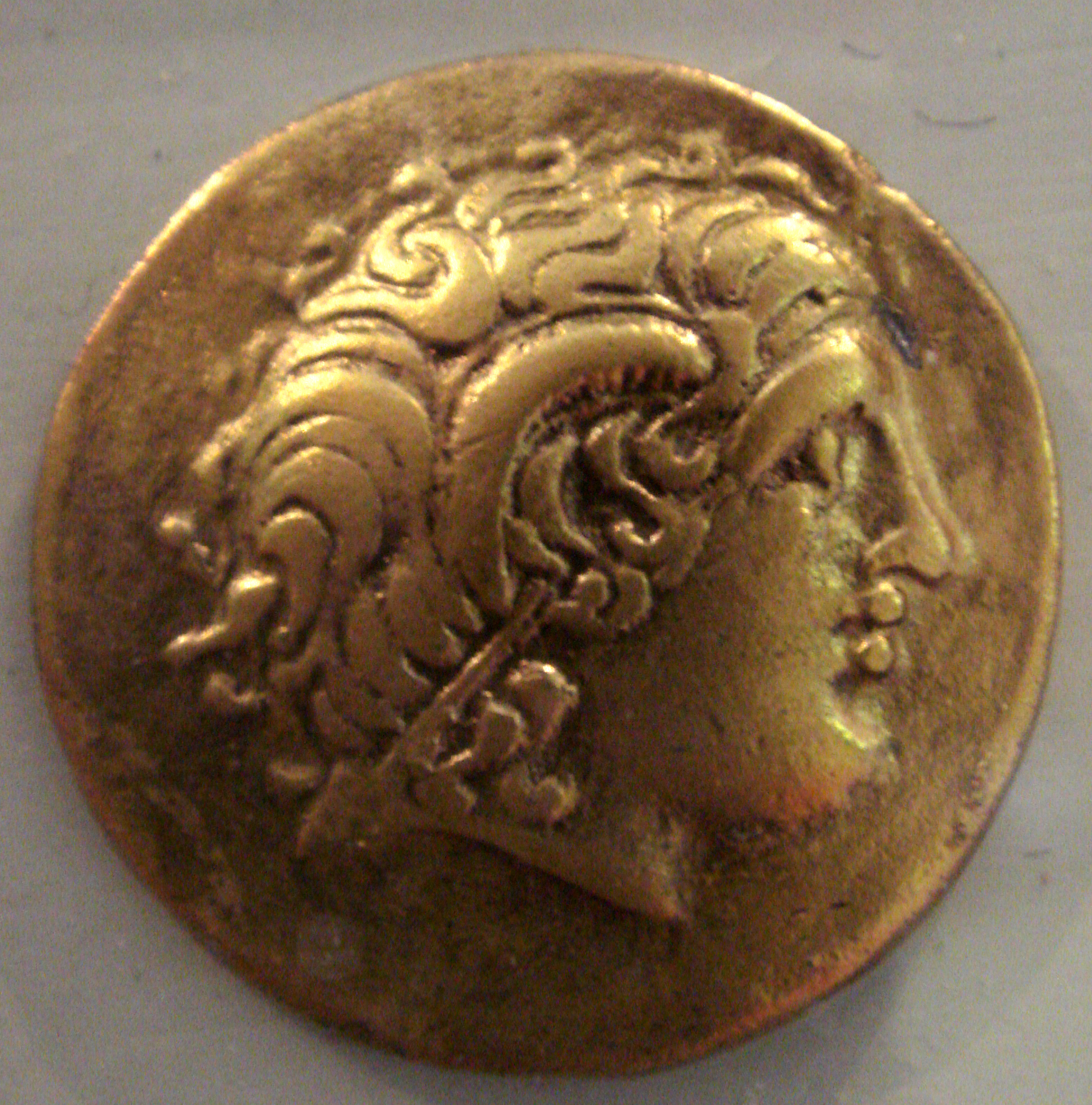
Moneda de oro de los Sécuanos (basados en el actual Franche-Comté)
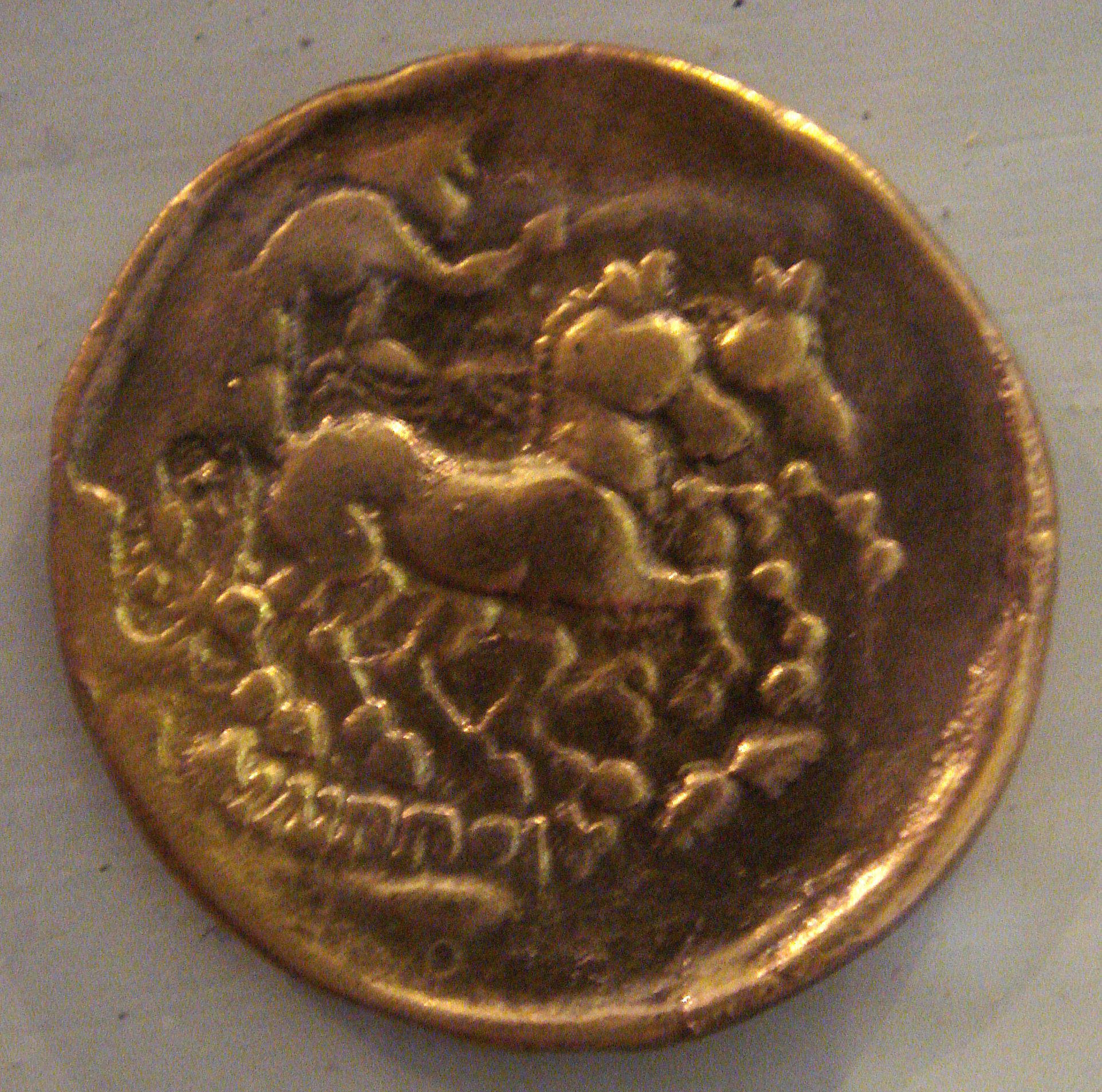
Biga y el conductor en una moneda sequanian
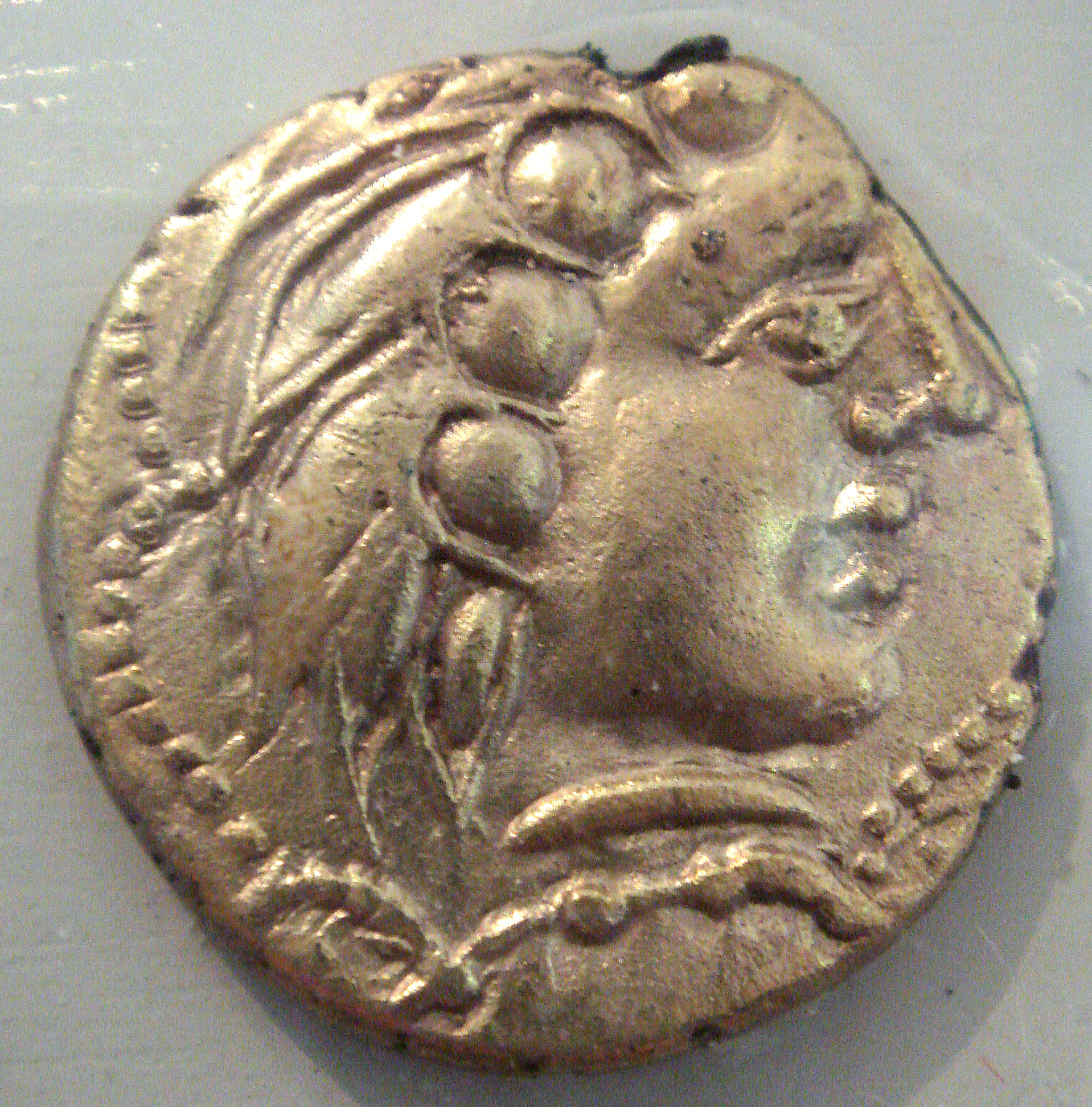
Sántonos (basados en el actual Charente-Maritime)
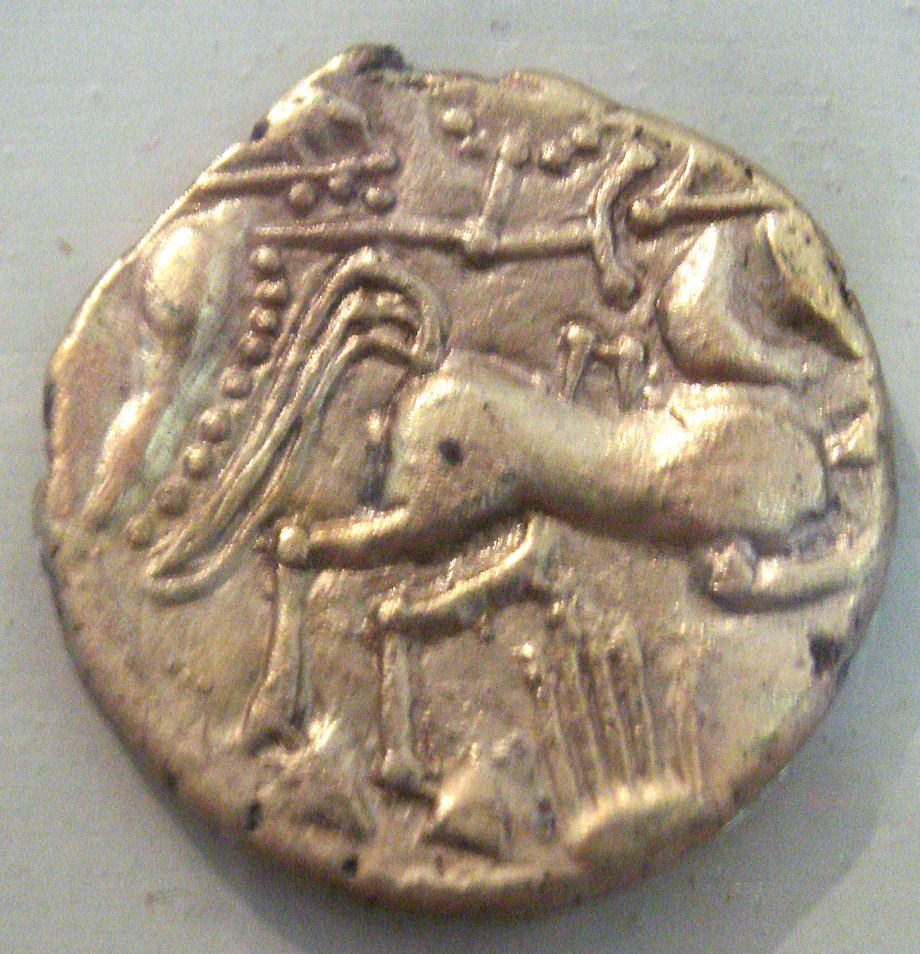
Moneda Santoniana con un carro más abstracto y conductor